# Rudolf Šrámek
Rudolf Šrámek (ur. 15 stycznia 1934 w Ostrawie) – czeski językoznawca, specjalista w dziedzinie dialektologii i onomastyki; czołowy przedstawiciel czeskiej onomastyki.

## Życiorys
Studiował bohemistykę i rusycystykę (specjalizacja dialektologia) na Wydziale Filozoficznym Uniwersytetu Masaryka w Brnie. W 1958 r., po ukończeniu studiów, rozpoczął pracę jako dialektolog w brneńskim oddziale Instytutu Języka Czeskiego, co było początkiem jego działalności w zakresie badania gwar; rok później opublikował swoje pierwsze studium dialektologiczne. W 1994 r. uzyskał habilitację, a w 1996 r. został mianowany profesorem Uniwersytetu Masaryka.
Do jego zainteresowań naukowych należy również onomastyka. Został wybrany do prezydium Międzynarodowego Komitetu Nauk Onomastycznych i Międzynarodowej Komisji Onomastyki Słowiańskiej. Uczestnik kongresów i konferencji z zakresu onomastyki.